# Melitara dentata
The Cactus Moth (Melitara dentata) là một loài bướm đêm thuộc họ Pyralidae. Nó là loài bản địa của miền tây Bắc Mỹ, ở đó nó is widespread from Alberta to miền nam Arizona và central Texas. It is an introduced species in Hawaii.
Sải cánh dài 32–50 mm. 
Có một lứa một năm.
Ấu trùng ăn Opuntia species, bao gồm Opuntia fragilis, Opuntia macrorhiza và Opuntia polyacantha.

## Hình ảnh

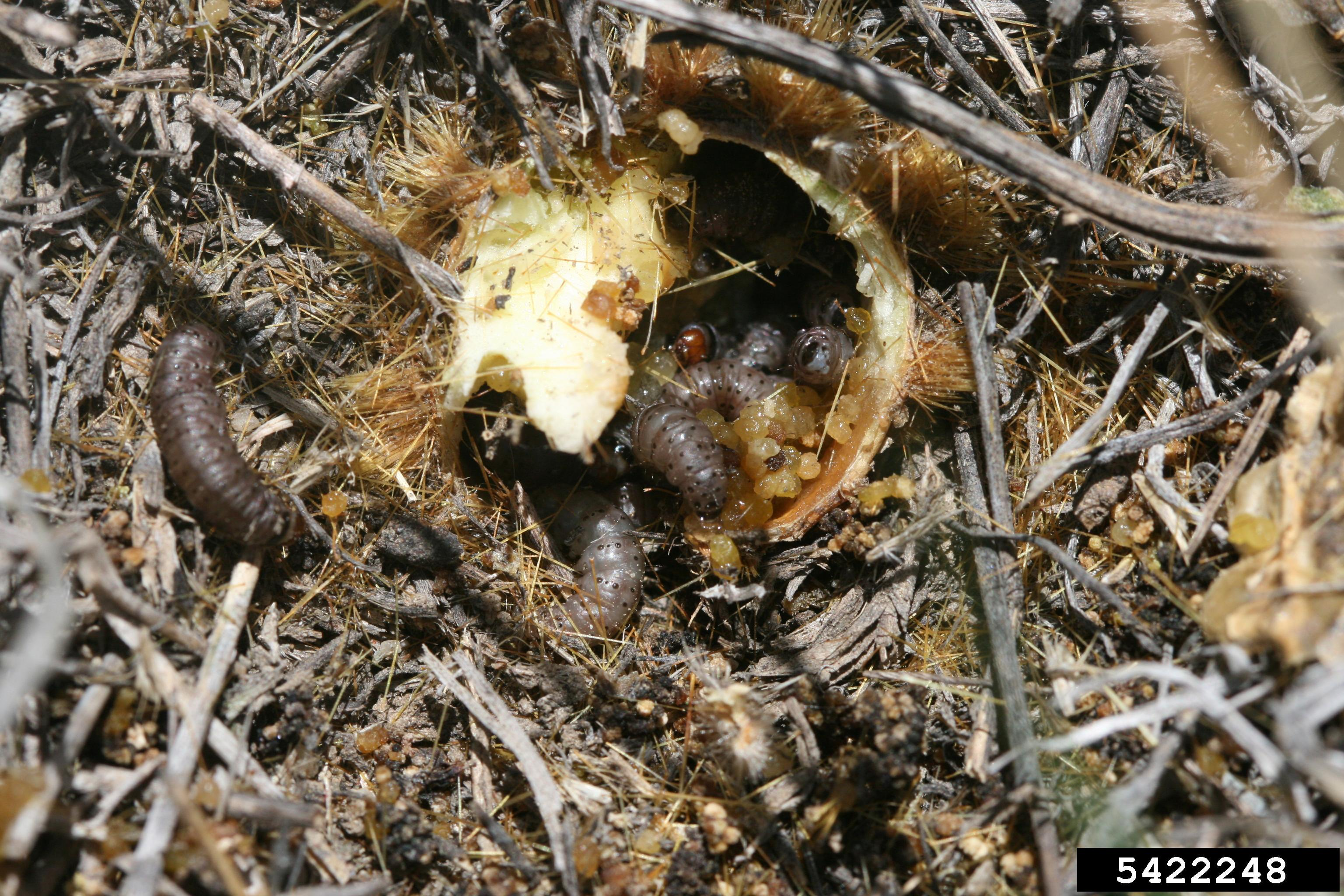
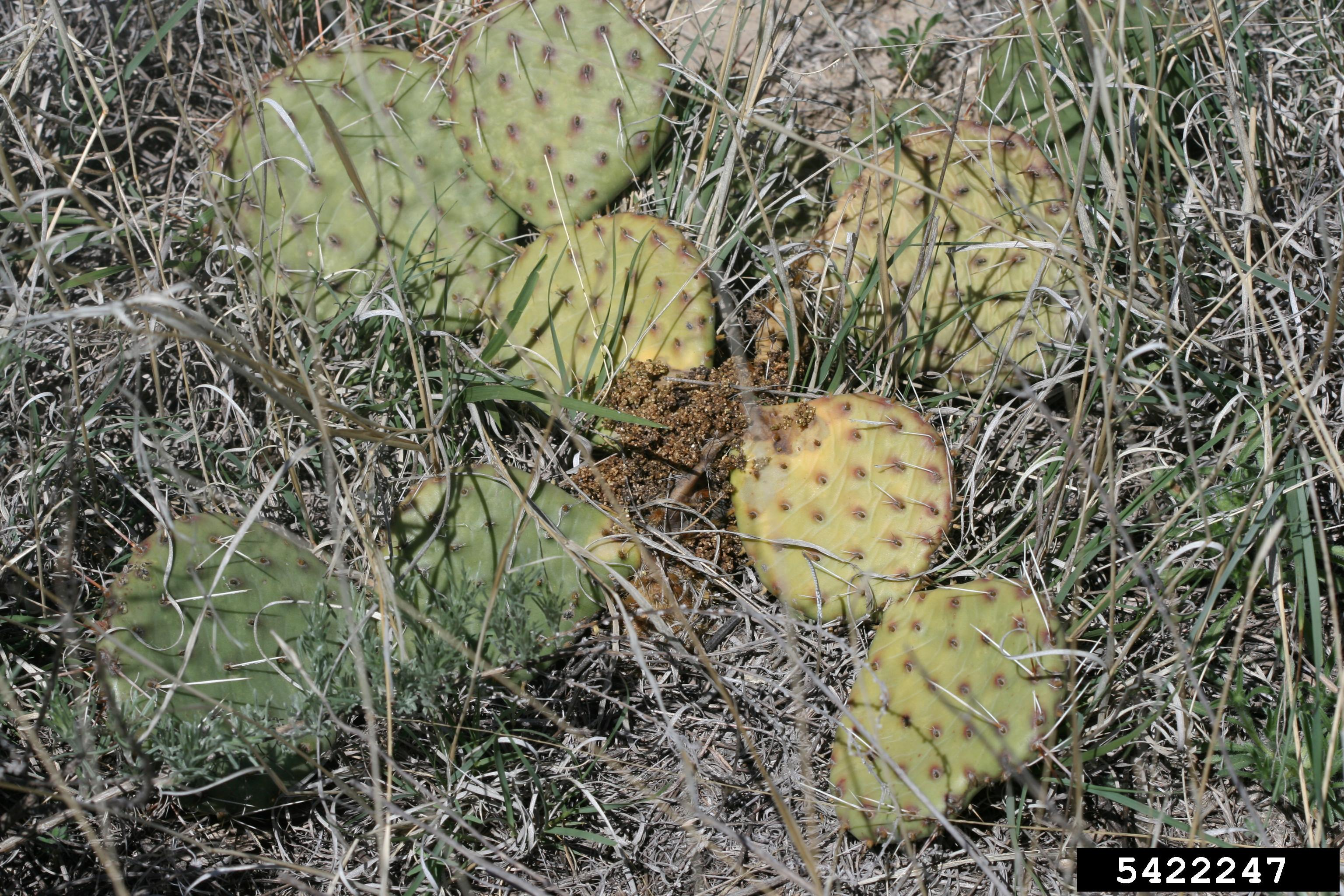